# Kanniewaarzijn
Kanniewaarzijn is een satirisch Nederlands televisieprogramma dat van 2011 tot 2019 door de VARA (sinds 2017 BNNVARA) werd uitgezonden. De presentatie is in handen van Astrid Joosten.
In het programma helpt Joosten burgers die het slachtoffer zijn van absurde situaties die worden veroorzaakt door bureaucratie en het gedrag van overheden, instanties en burgers. Zij wordt hierbij terzijde gestaan door een panel bestaande uit cabaretiers en acteurs als Patrick Stoof, Martin van Waardenberg, Leo Alkemade, Pierre Bokma, Plien van Bennekom en Annick Boer. Die voeren sketches op naar aanleiding van de besproken zaken. Deze worden vaak gekenmerkt door overdrijving, platheid en aanstellerij, hetgeen beoogt een humoristisch effect teweeg te brengen. De schrijvers zijn onder anderen George van Houts en Tom de Ket, bekend van bijvoorbeeld het satirische VPRO-radioprogramma Radio Bergeijk. Na afloop van een bepaald onderwerp wordt vaak ook nog met de echte betrokkene(n) gesproken.
Het programmaformat werd mede bedacht door Astrid Joosten en is ontstaan uit de vaste rubriek 'Weggegooid geld' uit het VARA-programma Alles draait om geld. Het was haar daarin reeds opgevallen dat de rubriek zich leende voor bewerking tot een opzichzelfstaand programma. Toen de directie van de VARA haar vroeg of ze ideeën had voor een nieuw soort Hoe bestaat het – een satirisch televisieprogramma uit midden jaren 70, begin jaren 80 waar het Britse That's life aan ten grondslag lag en waarop eveneens KRO's Ook dat nog! was gebaseerd – kwam ze met dit idee.
De opnames van Kanniewaarzijn vonden voorheen plaats in Het Werkteater in Amsterdam, maar na het sluiten daarvan in 2014 werden de opnames gemaakt in het Zonnehuis aldaar. Sinds de zomer van 2016 werden ze dan weer gemaakt in de Westergasfabriek en vanaf 2018 in de Amsterdam Studio's.
Eind 2019 besloot de NPO het programma in 2020 tijdelijk niet uit te zenden, naar verluidt omdat het niet in de nieuwe programmering zou passen.

## Acteurs
| Acteur                 | Seizoen | Seizoen | Seizoen | Seizoen | Seizoen | Seizoen | Seizoen | Seizoen | Seizoen | Seizoen | Seizoen | Seizoen | Seizoen |
| Acteur                 | 1       | 2       | 3       | 4       | 5       | 6       | 7       | 8       | 9       | 10      | 11      | 12      | 13      |
| ---------------------- | ------- | ------- | ------- | ------- | ------- | ------- | ------- | ------- | ------- | ------- | ------- | ------- | ------- |
| Plien van Bennekom     |         |         |         |         |         |         |         |         |         |         |         |         |         |
| Annick Boer            |         |         |         |         |         |         |         |         |         |         |         |         |         |
| George van Houts       |         |         |         |         |         |         |         |         |         |         |         |         |         |
| Mike Boddé             |         |         |         |         |         |         |         |         |         |         |         |         |         |
| Arthur Japin           |         |         |         |         |         |         |         |         |         |         |         |         |         |
| John Jones             |         |         |         |         |         |         |         |         |         |         |         |         |         |
| Tom de Ket             |         |         |         |         |         |         |         |         |         |         |         |         |         |
| Richard Groenendijk    |         |         |         |         |         |         |         |         |         |         |         |         |         |
| Martin van Waardenberg |         |         |         |         |         |         |         |         |         |         |         |         |         |
| Patrick Stoof          |         |         |         |         |         |         |         |         |         |         |         |         |         |
| Peter van de Witte     |         |         |         |         |         |         |         |         |         |         |         |         |         |
| Roel Bloemen           |         |         |         |         |         |         |         |         |         |         |         |         |         |
| Leo Alkemade           |         |         |         |         |         |         |         |         |         |         |         |         |         |
| Bart Rijnink           |         |         |         |         |         |         |         |         |         |         |         |         |         |
| Pierre Bokma           |         |         |         |         |         |         |         |         |         |         |         |         |         |
| Alex Klaasen           |         |         |         |         |         |         |         |         |         |         |         |         |         |
| Owen Schumacher        |         |         |         |         |         |         |         |         |         |         |         |         |         |

## Seizoensoverzicht
| Seizoen | Aantal afleveringen | Uitgezonden                          |  |
| ------- | ------------------- | ------------------------------------ |  |
| 1       | 7                   | 8 april 2011 – 20 mei 2011           |  |
| 2       | 10                  | 27 januari 2012 – 30 maart 2012      |  |
| 3       | 8                   | 26 oktober 2012 – 14 december 2012   |  |
| 4       | 9                   | 8 februari 2013 – 5 april 2013       |  |
| 5       | 8                   | 6 september 2013 – 25 oktober 2013   |  |
| 6       | 7                   | 3 januari 2014 – 21 februari 2014    |  |
| 7       | 7                   | 19 september 2014 – 7 november 2014  |  |
| 8       | 8                   | 2 januari 2015 – 20 februari 2015    |  |
| 9       | 8                   | 4 september 2015 – 23 oktober 2015   |  |
| 10      | 6                   | 5 januari 2016 – 16 februari 2016    |  |
| 11      | 6                   | 23 augustus 2016 – 27 september 2016 |  |
| 12      | 6                   | 5 september 2017 – 10 oktober 2017   |  |
| 13      | 12                  | 20 november 2018 – 19 februari 2019  |  |